# Iosif Lengheriu
Iosif Lengheriu (n. 24 mai 1914, Ocna Mureș, România – d. 11 septembrie 1991) a fost un fotbalist și antrenor român . 

## Cariera internațională
Iosif Lengheriu a jucat șapte meciuri la nivel internațional pentru România , debutând într-un amical care s-a încheiat cu o înfrângere cu 1-0 împotriva Italiei.

## Onoruri

### Jucător
Rapid București
- Cupa României : 1936–37 , 1937–38 , 1938–39 , 1939–40 , 1940–41 , 1941–42

### Manager
Farul Constanța
- Divizia B : 1957–58

Foresta Fălticeni
- Subcampionul Cupa României : 1966–67